# Jamie Lynn
Jamie Lynn, née le 25 février 1981 à Northridge (Los Angeles) en Californie, est une actrice pornographique américaine.

## Biographie
Elle est spécialisée dans les scènes de bondage et de fétichisme (fétichisme des pieds, des bas résilles …), mais aussi dans les scènes saphiques.
Elle a été élue Pet of the month en janvier 2005 et Pet of the year en 2006, ainsi que DanniGirls du mois en décembre 2006.
En 2008, elle tente de percer dans le cinéma traditionnel avec Break de Marc Clebanoff et Ninja Cheerleaders de David Presley,
mais retourne ensuite au cinéma pornographique.
Il ne faut pas la confondre avec l'actrice pornographique Jamie Lynn Hart, née le 16 juin 1981 au Texas.

## Filmographie
Filmographie classique
- 2008 : Break
- 2008 : Ninja Cheerleaders

Filmographie pornographique sélective
- 2003 : Best Of Stocking Feet 1
- 2004 : High Def Erotica Virtual Girlfriends
- 2005 : Pussy Foot'n 13
- 2006 : No Cocks Allowed 2
- 2007 : Costume Bondage Fantasies
- 2008 : Good Girls Bound by Wicked Women
- 2009 : Molly's Life 1
- 2010 : Ultimate Nylon 22: Long Beautiful Legs
- 2011 : Shorties
- 2012 : Black Magic Nylons
- 2013 : Topless Babes Held Hostage
- 2014 : Adventures In Wrap Bondage